# Borislav Pekić
Borislav Pekić srbski pisatelj in dramatik, * 4. februar 1930, Podgorica, Črna gora, † 2. julij 1992, London, Združeno kraljestvo Velike Britanije in Severne Irske. 
Bil je srbski romanopisec, dramski pisec in filmski scenarist. Je eden najpomembnejših srbskih književnikov.
Rodil se je v Podgorici, šolal pa v Beogradu. Zanimivo je, da je pred objavo svojega prvega dela Vreme čuda pet let prestajal zaporno kazen v Sremski Mitrovici in Nišu. Po pomilostitvi je študiral eksperimentalno psihologijo na Filozofski fakulteti v Beogradu, potem pa je delal kot dramaturg in scenarist. Aktiven je bil tudi v političnem življenju - med drugim je leta 1992 skupaj z Vojislavom Koštunico ustanovil Demokratično stranko Srbije. 
Od leta 1971 je živel v Londonu, od koder se je z BBC-ja poslušalcem v Jugoslaviji redno oglašal s prispevki, ki so pozneje kot kolumne izšli v knjigah. V Londonu je leta 1992 tudi umrl.